# Nasji
Nasji (ryska: Молодежное движение ”Наши”, på svenska Ungdomsrörelsen ”Våra”) är en rysk politisk ungdomsrörelse som grundades 2005. Rörelsen, som stöder Vladimir Putin, beskriver sig som en demokratisk, antifascistisk, antioligark-kapitalistisk rörelse. Rörelsen har granskats i dokumentärfilmen Jag kysste Putin.
Organisationen bildades 2005 på initiativ av politikern Vladislav Surkov, som en reaktion på den ukrainska ungdomsrörelsen som drev den orangea revolutionen. Tanken med organisationen var att skapa en Kreml-lojal ungdomsrörelse som skulle kunna hantera eventuella politiska oroligheter i efterdyningarna från de ukrainska protesterna. Tusentals ungdomar, inte minst från fattigare regioner i Ryssland, rekryterades till Nasji.